# Dukketeater
 Denne artikel omhandler overvejende eller alene danske forhold. Hjælp gerne med at gøre artiklen mere almen.
Dukketeater er en form for teater, hvor der manipuleres/føres dukker. Dukkerne føres af dukkeførere.

## Dukketeater i Danmark
Udenlandske dukkespillere gæstede Danmark fra midten af det 17. årh., men det danske dukketeater er forholdsvis nyt og læner sig for en stor del op ad den tyske tradition og på tekniske færdigheder og fokus. Den franske beror på en forestilling om en magisk besjæling af objektet. 
Da vi ikke har et dansk ord så bredtfavnende som det engelske ’puppet’, anvender vi begreber som manipulations- eller objektteater for at udtrykke nuancerne i teaterformen, som genremæssigt spænder bredt. Hollandsk-danske Ray Nusselein pustede i sidste halvdel af det 20. årh. liv i teaterformen i Danmark med begrebet ’en anden slags teater’, med det københavnske Paraplyteatret, som lukkede i 1999 efter Nusseleins tidlige død. 
I moderne dukketeater er det manipulerede objekt ikke nødvendigvis en klassisk dukke. Der kan  anvendes marskandiserfund, ting fra dagligdagen eller elementer som ild og vand. I nogle tilfælde anvendes dukkespilleren selv som objekt.
Uddannelse i dukketeater fås kun i udlandet. Thy Teater udbød i en forsøgsperiode en dukkemageruddannelse, men mangler i øjeblikket økonomi. Danske unge søger typisk ind på Hochschule für Schauspielkunst ’Ernst Busch’ i Berlin, Tyskland, eller Akademi for Scenekunst (tidl. Akademi for Figurteater) i Fredrikstad, Norge.
Dansk UNIMA er den danske afdeling af verdens ældste internationale teatersammenslutning, Union Internationale de la Marionette, som er tilknyttet UNESCO. Her findes informationer om dukketeatrets mange facetter.
Der findes teaterfestivaler med fokus på dukketeater, heriblandt Teater På Kanten i Thy,, Festival of Wonder i Silkeborg og Copenhagen Puppet Festival på Vesterbro i København.